# Независимая ассоциация пекинских рабочих
Независимая ассоциация пекинских рабочих (кит. 北京工人自治联合会) — китайская рабочая организация, участвовавшая в протестах 1989 года на площади Тяньаньмэнь. Выдвигала требования демократизации, легализации независимых профсоюзов, повышения оплаты и улучшения условий труда, установления рабочего контроля над аппаратом власти, борьбы с коррупцией, раскрытия доходов партийно-государственных руководителей. Проявляла особую враждебность к властям и активность в противостоянии. Запрещена после военного подавления протестов, многие члены репрессированы. Некоторые активисты продолжили подпольную деятельность.

## Начало волнений
В конце 1970-х в Китае по инициативе Дэн Сяопина начались экономические реформы. Частичный перевод хозяйства на рыночные рельсы стимулировал экономический рост и повысил уровень жизни населения. Однако позитивный эффект сказался в основном в деревне. Городские рабочие столкнулись с ростом инфляции и коррупции. В 1988—1989 по промышленным центрам Китая прокатилась волна забастовок.
15 апреля 1989 скончался генеральный секретарь ЦК КПК Ху Яобан. Он считался сторонником демократизации общественной жизни (эта оценка может быть принята с большой долей условности) и пользовался популярностью в стране, особенно среди студенческой молодёжи. В январе 1987, после студенческих волнений, он был снят с поста и обвинён в потворстве «буржуазной либерализации». Последние два года жизни Ху Яобан провёл в условиях, сходных с домашним арестом.
Тысячи жителей Пекина, в основном студенты, пришли на площадь Тяньаньмэнь к Памятнику народным героям, чтобы почтить память Ху Яобана. В столице распространялись листовки, задававшиеся риторическим вопросом: «Почему те, кого хотелось бы видеть живыми, умирают, в то время, как те, кому давно пора исчезнуть, живут?» Группа студентов проводила мирную акцию на Тяньаньмэнь близ Чжуннаньхая.

## Группа рабочего актива
20 апреля 1989 полиция разогнала собравшихся студентов, многие были избиты. Это вызвало возмущение в городе. К студенческим акциям присоединились рабочие Пекина. Появились листовки, призывавшие к борьбе с коррумпированными чиновниками, «за правду и будущее Китая». Авторы говорили о бедственном положении масс, обличали произвол, коррупцию и роскошество партийно-государственного аппарата, требовали раскрытия доходов партийных руководителей. В конце апреля — начале мая группа рабочих активистов провела ряд организационных встреч. С 13 мая 1989 начались открытые выступления.
В лидеры выдвинулся железнодорожный рабочий-электрик Хань Дунфан. Железнодорожниками были также Цянь Юймин (секретарь руководящего комитета Ассоциации) и Бай Дунпин. Шэнь Яцин и Ван Дэнъюэ работали строителями, Лю Цян — печатником, Сяо Дэлон — поваром. Организаторами уличных пикетов и оцеплений являлись металлург Лю Хуанвэнь и транспортный рабочий Лю Сян.
Исследователи делают вывод, что в Ассоциацию вступали преимущественно рабочие железнодорожного транспорта, металлургических заводов и строительных предприятий. Они отличались высокой общественной активностью. Образовательный уровень большинства из них был невысок — среднее или начальное. Политическая ментальность основывалась на популизме и крайней враждебности к чиновному начальству. При этом существовало взаимное недоверие к интеллигенции и отчасти даже к студенческому движению. Рабочие считали студентов «богатыми» и подозревали в элитизме, склонности к компромиссу с властями и попытках навязать иерархичность и вождизм, а протестующие студенты порой не допускали рабочих в свои ряды.

## Учреждение Ассоциации
Первоначально группа подала заявление о регистрации и предложила сотрудничество официальным профсоюзам КНР. Однако в регистрации было отказано, а Всекитайская федерация профсоюзов (несмотря на антикоррупционные декларации и социальные программы), от контактов отказалась. Это способствовало радикализации движения.
19 мая 1989 было официально объявлено о создании Независимой ассоциации пекинских рабочих. 20 мая была выпущена листовка, в которой Ассоциация характеризовалась как «организация, объединяющая рабочих столицы на переходный период». Целью объявлялось достижение демократических преобразований, первоочередной задачей — поддержка студентов. В тот же день власти ввели в Пекине военное положение.
Учёт членского состава Ассоциация не вела. Оценки её численности разнятся: от 2-3 тысяч до 20 тысяч. Активное ядро состояло из примерно полутора сотен человек. Допуск в члены Ассоциации ограничивался — принимались жители Пекина, занятые в рабочих профессиях. Однако аналогичные группы стали создаваться в Шанхае, Нанкине, Гуанчжоу, Ухане, других городах страны.
Классовое ограничение соблюдалось не всегда. Отдел пропаганды руководящего комитета Ассоциации возглавлял студент Университета политических наук и права Чжоу Юнцюнь. Правовым отделом руководил профессиональный юрисконсульт Ли Цинцинь. Преподаватель машиностроительного технического училища Хэ Лили состоял в руководящем комитете.

## Рабочий популизм
Программа Ассоциации излагалась в листовках и выступлениях лидеров, прежде всего Хань Дунфана. Рабочие активисты поддерживали студенческие требования демократизации, выступали против бюрократии и партийной диктатуры. Однако они в большей степени акцентировали социально-экономические вопросы. Хань Дунфан требовал не только повышения зарплат и улучшения условий труда. Он выдвигал синдикалистские лозунги (сходные с программой Рабочей оппозиции), призывал создавать на предприятиях органы рабочего самоуправления, устанавливать контроль независимых профсоюзов над партией и государством. Важное место занимали требования наказать партийных и государственных чиновников за коррупцию, рассекретить их доходы.
Различное отношение к рыночным реформам осложняло отношение между рабочими и студентами. Рабочие требовали обуздать рост дороговизны, в том числе административными мерами. Студенты в основном поддерживали реформы. Однако были сделаны усилия для достижения взаимопонимания. Рабочая ассоциация активно сотрудничала с Независимым союзом студентов Пекина. Студенты помогали рабочим составлять документы, консультировали по юридическим вопросам, делились наглядной агитацией. Но отношения между двумя группами протестного движения оставались далеко не беспроблемными.

Рабочие были настроены гораздо жёстче студентов. Они не признавали различий между Ху Яобаном и Дэн Сяопином, Чжао Цзыяном и Ли Пэном. Все начальники, без оттенков и нюансов, были им одинаково ненавистны. Любой партийный означал коррумпированного эксплуататора. «Сколько денег спустили на ипподроме сыновья Дэн Сяопина? А сколько денег проиграл в гольф Чжао Цзыян?» Между двумя протестными объединениями случались серьёзные трения. Студенты ведь искренне надеялись на чжаоцзыяновских реформаторов. Их не устраивала пролетарская готовность к атаке и насилию.

Независимая ассоциация пекинских рабочих осознавала свою деятельность как продолжение Тяньаньмэньского движения 5 апреля 1976 года, направленного против Мао Цзэдуна и его окружения. (Примечательно, что толчками для протестов в обоих случаях послужила кончина партийного руководителя, воспринимаемого в массах как «народный заступник» — Чжоу Эньлая в 1976, Ху Яобана в 1989.) В листовках Ассоциации говорилось: «Дэн Сяопин использовал Движение 5 апреля, чтобы стать вождём партии, но после этого проявил себя как тиран». При этом, в отличие от 1976, в 1989 практически не звучали лозунги «возвращения к подлинному марксизму-ленинизму» и т. п., восходящие к «заговору Линь Бяо» 1971 года.

## Перед столкновением
Рабочая ассоциация всё более радикализировалась. Её риторика — в отличие от студенческой — в 20-х числах мая сделалась резко конфронтационной. В листовках всё чаще звучали призывы к всеобщей забастовке и восстанию. Прочувственное выступление Чжао Цзыяна 19 мая, которое студенты встретили аплодисментами, на рабочих не произвело впечатление.

Китайцы! Нас обманывали тысячи лет и обманывают до сих пор. Мы должны восстановить величие нашего народа. Братья рабочие, если нынешние унижения суждены нам в XXI веке, то лучше погибнуть в бою века XX! Тирания не должна страшить нас, тираны сами боятся восстания.

26 мая Ассоциация распространила листовку, в которой сравнивала пекинское протестное движение с Великой Французской революцией и призывала «снести Бастилию XX века — последний оплот сталинизма». 28 мая были сформированы группы (на мотоциклах и грузовиках) для отправки из столицы в провинцию — освобождать арестованных местными властями. 29-31 мая произошли столкновения рабочих с полицией. В первых числах июня отмечался приток студентов в штаб Рабочей ассоциации для совместной подготовки отпора.

## Подавление и репрессии
3-4 июня 1989 манифестация на Тяньаньмэнь была подавлена вооружёнными силами НОАК. В результате кровопролития погибли сотни людей. Члены Ассоциации пытались оказать сопротивление, но не могли противостоять бронетехнике.
12 июня Министерство общественной безопасности КНР издало циркуляр, в котором Независимая ассоциация пекинских рабочих, наряду с Независимым союзом студентов Пекина, объявлялись вне закона. Их руководителям предписывалось немедленно сдаться под угрозой суровой кары. Скрывшиеся активисты объявлялись в розыск, за укрывательство также предусматривалось наказание.
Хань Дунфан, первоначально скрывшийся из Пекина, был арестован две недели спустя (выслан из КНР в 1991). Аресты членов Ассоциации были произведены в Пекине и ряде других городов. В Пекине и Шанхае несколько рабочих активистов были расстреляны после показательных процессов.

## Продолжение традиции
Независимая ассоциация пекинских рабочих была запрещена, принадлежность к ней являлась основанием для репрессий. Однако группы рабочих активистов продолжали подпольную деятельность, иногда под тем же названием.
В январе 2005 в Пекине была подавлена попытка провести акцию памяти скончавшегося Чжао Цзыяна. Был жестоко избит активист Лю Хуанвэнь, участник событий на Тяньаньмэнь 1989, организатор рабочих пикетов, отбывавший впоследствии срок заключения.
Хань Дунфан проживает в Гонконге. Руководит неправительственной организацией Трудовой бюллетень Китая, поддерживает связи с рабочими и крестьянскими группами в разных районах КНР, пропагандирует идеи синдикализма и демократии.